# Rhipidomys itoan
Rhipidomys itoan é uma espécie de roedor da família Cricetidae. endêmica do Brasil, onde pode ser encontrada nos estados do Rio de Janeiro e São Paulo.